# Neguri Gane
Neguri Gane es un rascacielos de 145 metros de Benidorm, Alicante, España. Es el cuarto edificio más alto de Benidorm y el decimosegundo más alto de España. 
Se caracteriza por su formas redondeadas debido al empleo de una planta de base cilíndrica. Su nombre significa alto de la ciudad de invierno en euskera y hace referencia al barrio de Neguri del municipio vizcaíno de Guecho. Su silueta recuerda al edificio Torres Blancas (Madrid), obra del arquitecto Francisco Javier Sáenz de Oiza.

## Construcción
El rascacielos fue construido en el año 2002, lo que le dio la primera posición en los rascacielos más altos de Benidorm, pero esto duró tan solo unos meses, ya que el Gran Hotel Bali fue construido en ese mismo año, y mide 41 metros más, 186, actualmente es el sexto rascacielos más alto de España. El Neguri Gane le quitó el puesto de más alta de Benidorm a la Torre Levante, de 120 metros de altura y en primera línea de playa, fue construida en 1985. 
Sus arquitectos son Pérez-Guerras Arquitectos & Ingenieros y Julio Pérez Gegundez, y fue promovido por el vizcaíno José Ignacio de la Serna, del Grupo Arcentales. La estructura en hormigón armado, fue calculada y diseñada por el Estudio de Ingeniería Florentino Regalado & Asociados.

## Galería

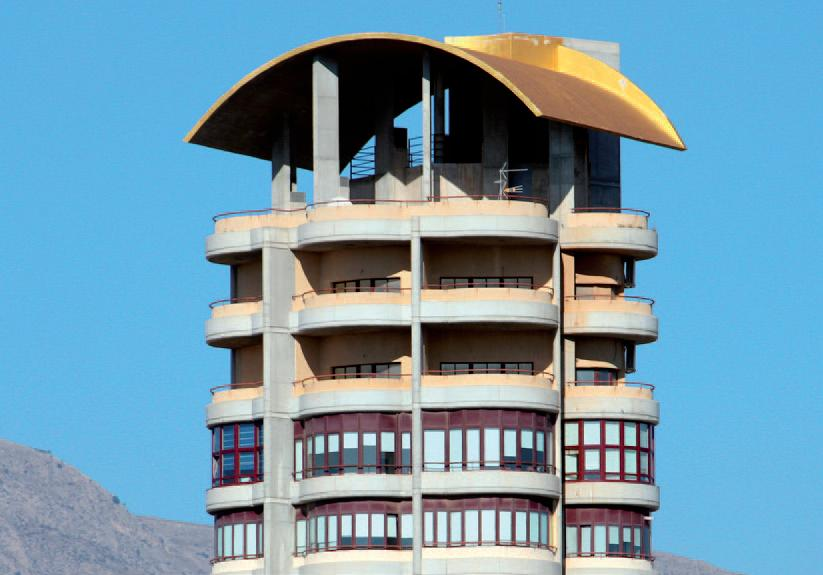
Cubierta superior
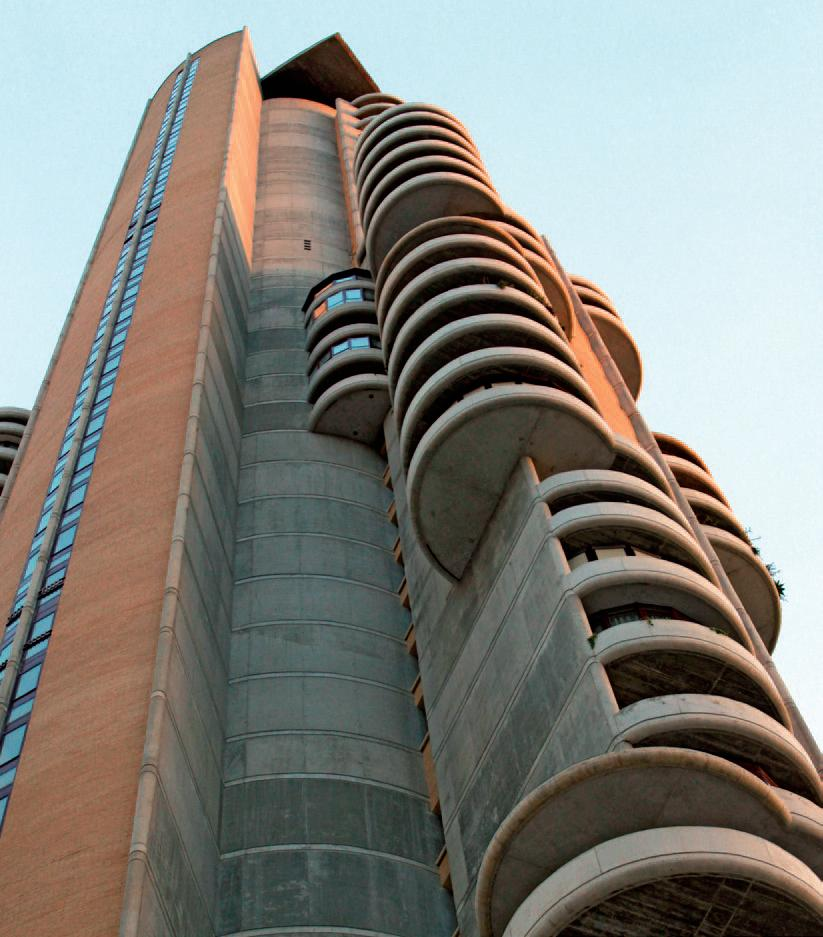
Parte trasera
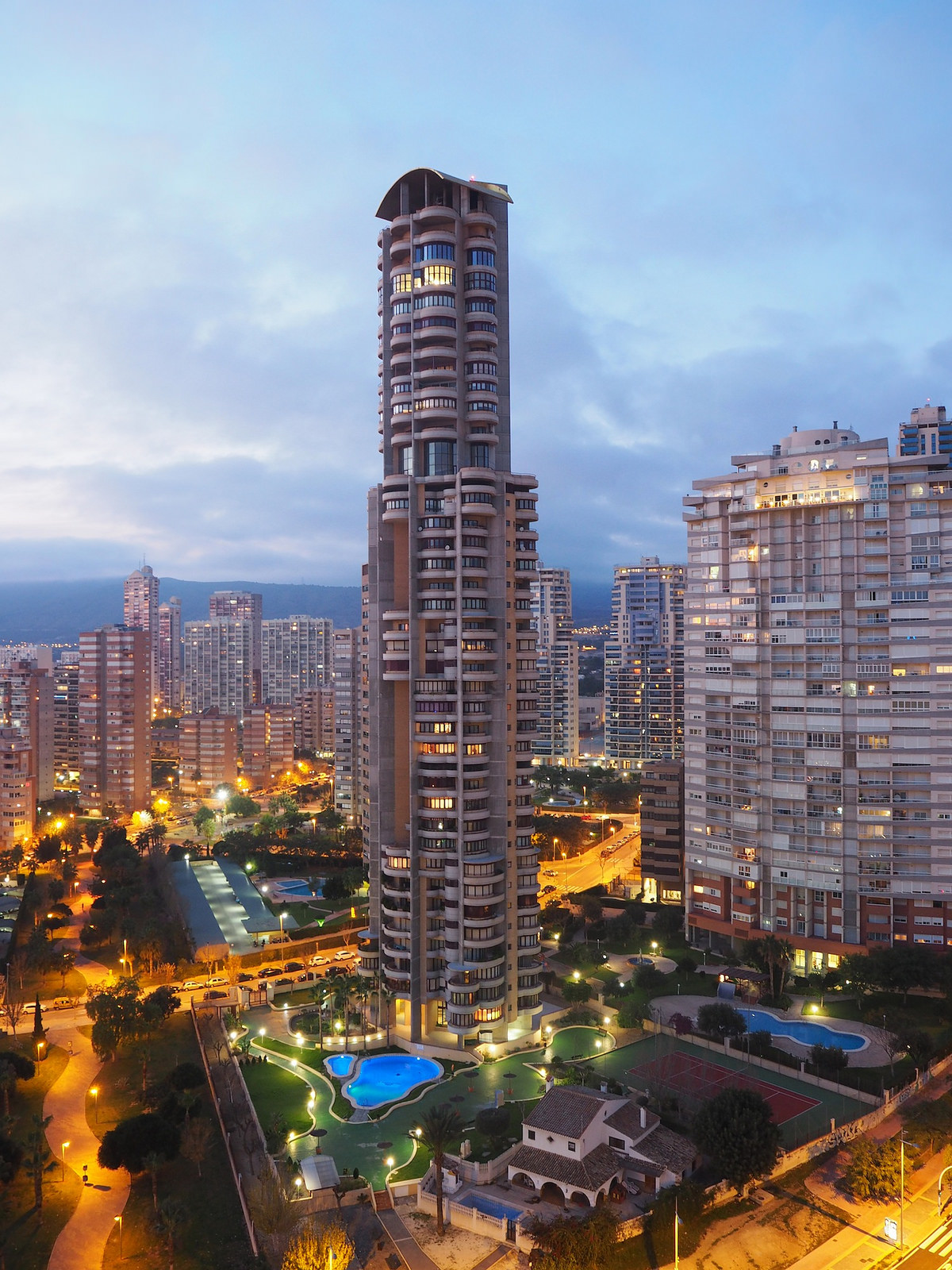
Vista nocturna